# Distrito de Csenger
El distrito de Csenger (húngaro: Csengeri járás) es un distrito húngaro perteneciente al condado de Szabolcs-Szatmár-Bereg.
En 2013 tiene 13 839 habitantes. Su capital es Csenger.

## Municipios
El distrito tiene una ciudad (en negrita), 2 pueblos mayores (en cursiva) y 8 pueblos.
Ciudad
- Csenger

Pueblos
- Csengersima
- Csengerújfalu
- Komlódtótfalu
- Pátyod
- Porcsalma
- Szamosangyalos
- Szamosbecs
- Szamostatárfalva
- Tyukod
- Ura